# Kazimierz Przekora
Kazimierz Przekora (ur. 14 sierpnia 1900 r. we Włodawie, zm. 2 lipca 1943 r. w Gliniaku) – podoficer 7. Pułku Ułanów Lubelskich, kawaler Krzyża Walecznych oraz Brązowego Krzyża Zasługi uhonorowany przez Instytutu Pileckiego w ramach realizowanego projektu Zawołani po imieniu za pomoc udzieloną trzem osobom pochodzenia żydowskiego.

## Życiorys
Syn Feliksa i Kazimiery z domu Stolarczyk, Kazimierz Przekora od 13 listopada 1918 r. był ochotnikiem 7. Pułku Ułanów Lubelskich. Walczył w wojnie polsko-bolszewickiej, po której 1 grudnia 1922 r. został awansowany do stopnia plutonowego, a w marcu tegoż roku został mianowany podoficerem zawodowym. Zawarł związek małżeński z Heleną Miąsek w dniu 15 listopada 1924 r., po czym zamieszkał w Hucie Mińskiej, a następnie w Mińsku Mazowieckim. Absolwent szkoły podoficerskiej Ciężkich Karabinów Maszynowych z rocznika 1925 służbę w wojsku pełnił 21 lat, pracując jako m.in. zastępca dowódcy plutonu, szef szwadronu, podoficer kancelarii dowódcy pułku czy kierownik magazynu żywnościowego. Pozostając w tym samym pułku walczył w jego drugim rzucie na Lubelszczyźnie we wrześniu 1939 r. w wojnie obronnej jako wachmistrz. Po rozwiązaniu oddziału zamieszkał ponownie w Hucie Mińskiej. W lipcu 1943 r. udzielił schronienia trzem Żydom uciekającym przed prześladowaniem ze strony niemieckiego okupanta. Skrytka zorganizowana przez Przekorę dla ukrywanych osób mieściła się pod podłogą kuchni jego domu. Zarówno on jak i jego żona zapewniali Żydom prowiant. 2 lipca 1943 r. miała miejsce dowodzona przez żandarma Friedricha Gutberleta obława wsi Huta Mińska, Cielechowizna i Gliniak. Według wydanego nakazu, Przekora, jak i wszyscy mężczyźni zamieszkali w wymienionych miejscowościach, stawił się wówczas na terenie szkoły w Gliniaku. Równolegle miało miejsce przeszukanie posiadłości Przekory przez niemieckich żandarmów, wskutek czego została znaleziona kryjówka Żydów. Kazimierz Przekora został zastrzelony przez Gutberleta, również osoby ukrywane zostały stracone tego samego dnia. Przekora został pogrzebany na cmentarzu w Mińsku Mazowieckim. 

## Odznaczenia
- Krzyż Walecznych
- Brązowy Krzyż Zasługi
- Brązowy Medal za Długoletnią Służbę
- Medal Pamiątkowy za Wojnę 1918–1921
- Medal Dziesięciolecia Odzyskanej Niepodległości
- Łotewski Medal 10 Rocznicy Wojny Niepodległościowej[1].

## Upamiętnienie
26 kwietnia 2022 r. w Hucie Mińskiej miało miejsce odsłonięcie tablicy pamiątkowej poświęconej Kazimierzowi Przekorze. Upamiętnienie zostało zorganizowane w ramach projektu zainicjowanego przez wiceminister kultury i dziedzictwa narodowego Magdalenę Gawin, a realizowanego przez Instytut Pileckiego w ramach programu Zawołani po imieniu.